# Hoorn-Zuidkant
Hoorn-Zuidkant is een voormalig waterschap in de provincie Groningen.
Het schap lag ten westen van Wedde rond Hoornderveen. De noordgrens lag zo'n 400 m noordelijk van de Weverslaan, de oostgrens lag op de Hoornderweg, de zuid- en westgrens lagen bij de grens tussen Bellingwedde en de gemeente Stadskanaal. De molen van de polder stond aan de noordzijde van de T-splitsing van de Hoornderweg met de Onstwedderweg. De molen werd alleen gebruikt bij een teveel aan water. Onder normale omstandigheden vloeide het water op natuurlijke wijze via een watergang af op de Westerwoldse Aa. 
Waterstaatkundig gezien ligt het gebied sinds 2000 binnen dat van het waterschap Hunze en Aa's.